# 卢森堡市镇列表

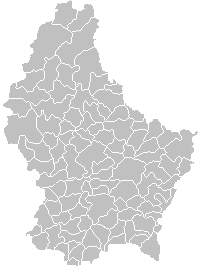
截至2018年，卢森堡有102个市镇。

下面是卢森堡102个市镇的列表，市镇的数量、位置和大小已经随时间发生了很大的变化。

## 卢森堡市镇列表
粗体标注的市镇为具有城市地位的市镇
| 市镇 | 所属县             |
| --- | ------------------ |
| 博福尔（法语：Beaufort；德语：Befort；卢森堡语：Beefort）                                                          | 埃希特纳赫县       |
| 贝什（法语、德语、卢森堡语：Bech）                                                                                 | 埃希特纳赫县       |
| 贝克里希（德语、法语：Beckerich；卢森堡语：Biekerech）                                                             | 雷当日县           |
| 贝尔多夫（德语：法语：Berdorf；卢森堡语：Bäerdref）                                                                | 埃希特纳赫县       |
| 贝尔特朗日（法语：Bertrange；德语：Bartringen；卢森堡语：Bartreng）                                                | 卢森堡县           |
| 贝唐堡（法语：Bettembourg；德语：Bettemburg；卢森堡语：Beetebuerg）                                                | 阿尔泽特河畔埃施县 |
| 贝滕多夫（德语、法语：Bettendorf；卢森堡语：Bettenduerf）                                                          | 迪基希县           |
| 贝茨多夫（德语、法语：Betzdorf；卢森堡语：Betzder）                                                                | 格雷文马赫县       |
| 比森（德语、法语：Bissen；卢森堡语：Biissen ）                                                                     | 梅尔施县           |
| 比韦尔（法语、德语、卢森堡语：Biwer）                                                                              | 格雷文马赫县       |
| 布莱德（法语：Boulaide；德语：Bauschleiden；卢森堡语：Bauschelt）                                                  | 维尔茨县           |
| 布尔沙伊德（德语：Bourscheid；德语：Burscheid；卢森堡语：Buerschent）                                              | 迪基希县           |
| 布斯（法语、德语：Bous；卢森堡语：Bus）                                                                            | 雷米希县           |
| 克莱沃（法语：Clervaux；卢森堡语：Klierf；德语：Clerf）                                                            | 克莱沃县           |
| 科尔马-贝格（德语、法语：Colmar-Berg；卢森堡语：Colmer-Bierg）                                                     | 梅尔施县           |
| 孔斯多夫（德语、法语：Consdorf；卢森堡语：Konsdref）                                                               | 埃希特纳赫县       |
| 孔特恩（德语、法语：Contern；卢森堡语：Konter）                                                                    | 卢森堡县           |
| 达尔海姆（德语、法语：Dalheim；卢森堡语：Duelem）                                                                  | 雷米希县           |
| 迪基希（德语、法语：Diekirch；卢森堡语：Dikrech）                                                                  | 迪基希县           |
| 迪弗当日（法语：Differdange；德语：Differdingen；卢森堡语：Déifferdeng）                                           | 阿尔泽特河畔埃施县 |
| 迪帕赫（德语、法语：Dippach；卢森堡语：Dippech）                                                                   | 卡佩伦县           |
| 迪德朗日（法语：Dudelange；德语：Düdelingen；卢森堡语：Diddeleng）                                                 | 阿尔泽特河畔埃施县 |
| 埃希特纳赫（德语、法语：Echternach；卢森堡语：Iechternach）                                                        | 埃希特纳赫县       |
| 埃尔（德语、法语、卢森堡语：Ell）                                                                                  | 雷当日县           |
| 叙尔河畔埃佩尔当日（法语：Erpeldange-sur-Sûre；德语：Erpeldingen an der Sauer；卢森堡语：Ierpeldeng op der Sauer） | 迪基希县           |
| 阿尔泽特河畔埃施（法语：Esch-sur-Alzette；德语：Esch an der Alzette；卢森堡语：Esch-Uelzecht）                     | 阿尔泽特河畔埃施县 |
| 叙尔河畔埃施（德语：Esch-sur-Sûre；德语：Esch-Sauer；卢森堡语：Esch-Sauer）                                        | 维尔茨县           |
| 埃特尔布吕克（法语：Ettelbruck；德语：Ettelbrück；卢森堡语：Ettelbréck）                                           | 迪基希县           |
| 福伊伦（德语、法语：Feulen；卢森堡语：Feelen）                                                                     | 迪基希县           |
| 菲施巴赫（德语、法语：Fischbach；卢森堡语：Fëschbech）                                                             | 梅尔施县           |
| 弗拉克斯韦勒（德语、法语：Flaxweiler；卢森堡语：Fluessweiler）                                                     | 格雷文马赫县       |
| 弗里桑日（法语：Frisange；德语：Frisingen；卢森堡语：Fréiseng）                                                    | 阿尔泽特河畔埃施县 |
| 加尼希（德语、法语：Garnich、卢森堡语：Garnech）                                                                   | 卡佩伦县           |
| 格斯多夫（德语、法语：Goesdorf；卢森堡语：Géisdref）                                                               | 维尔茨县           |
| 格雷文马赫（德语、法语：Grevenmacher；卢森堡语：Gréiwemaacher）                                                    | 格雷文马赫县       |
| 格罗斯布斯（德语、法语：Grosbous；卢森堡语：Groussbus）                                                            | 雷当日县           |
| 哈布施特（卢森堡语：Habscht）                                                                                      | 卡佩伦县           |
| 黑芬根（德语、法语：Heffingen；卢森堡语：Hiefenech）                                                               | 梅尔施县           |
| 黑尔珀克纳普（德语、法语、卢森堡语：Helperknapp）                                                                  | 梅尔施县           |
| 埃斯珀朗日（法语：Hesperange；德语：Hesperingen；卢森堡语：Hesper）                                                | 卢森堡县           |
| 永林斯特（德语、法语：Junglinster；卢森堡语：Jonglënster）                                                         | 格雷文马赫县       |
| 凯尔任（卢森堡语：Käerjeng）                                                                                       | 卡佩伦县           |
| 凯勒（法语、德语：Kayl；卢森堡语：Käl）                                                                            | 阿尔泽特河畔埃施县 |
| 凯伦（德语、法语：Kehlen；卢森堡语：Kielen）                                                                       | 卡佩伦县           |
| 基施佩尔特（卢森堡语：Kiischpelt）                                                                                 | 维尔茨县           |
| 克里希（德语、法语：Koerich；卢森堡语：Käerch）                                                                    | 卡佩伦县           |
| 科普斯塔尔（德语、法语：Kopstal；卢森堡语：Koplescht）                                                             | 卡佩伦县           |
| 拉克德拉欧特叙尔（法语：Lac de la Haute-Sûre；德语：Stauseegemeinde；卢森堡语：Stauséigemeng）                     | 维尔茨县           |
| 拉罗谢特（法语：Larochette；德语：Fels；卢森堡语：Fiels）                                                          | 梅尔施县           |
| 伦宁根（德语、法语：Lenningen；卢森堡语：Lenneng）                                                                 | 雷米希县           |
| 勒德朗日（法语：Leudelange；德语：Leudelingen；卢森堡语：Leideleng）                                               | 阿尔泽特河畔埃施县 |
| 林特根（德语、法语：Lintgen；卢森堡语：Lëntgen）                                                                   | 梅尔施县           |
| 洛伦茨韦勒（德语、法语：Lorentzweiler；卢森堡语：Luerenzweiler）                                                   | 梅尔施县           |
| 卢森堡（卢森堡语：Lëtzebuerg；德语：Luxemburg；法语：Luxembourg）                                                  | 卢森堡县           |
| 马默（德语、法语、卢森堡语：Mamer）                                                                                | 卡佩伦县           |
| 曼特纳赫（德语、法语、卢森堡语：Manternach）                                                                       | 格雷文马赫县       |
| 梅尔施（德语、法语：Mersch；卢森堡语：Miersch）                                                                    | 梅尔施县           |
| 梅尔泰特（德语、法语：Mertert；卢森堡语：Mäertert）                                                                | 格雷文马赫县       |
| 梅尔齐希（德语、法语：Mertzig；卢森堡语：Mäerzeg）                                                                 | 迪基希县           |
| 蒙代康日（法语：Mondercange；德语：Monnerich；卢森堡语：Monnerech）                                                | 阿尔泽特河畔埃施县 |
| 蒙多夫莱班（法语：Mondorf-les-Bains；德语：Bad Mondorf；卢森堡语：Munneref）                                       | 雷米希县           |
| 下安文（德语、法语：Niederanven；卢森堡语：Nidderaanwen）                                                          | 卢森堡县           |
| 诺门（德语、法语：Nommern；卢森堡语：Noumer）                                                                      | 梅尔施县           |
| 帕克霍辛根（法语、德语：Parc Hosingen；卢森堡语：Parc Housen）                                                     | 克莱沃县           |
| 佩唐日（法语：Pétange；德语：Petingen；卢森堡语：Péiteng）                                                         | 阿尔泽特河畔埃施县 |
| 普雷策道尔（卢森堡语：Préizerdaul）                                                                                | 雷当日县           |
| 皮特沙伊德（法语：Putscheid；德语：Pütscheid；卢森堡语：Pëtschent）                                                | 菲安登县           |
| 朗布鲁克（法语：Rambrouch；德语：Rambruch；卢森堡语：Rammerech）                                                   | 雷当日县           |
| 梅斯河畔雷康日（法语：Reckange-sur-Mess；德语：Reckingen；卢森堡语：Reckeng op der Mess）                          | 阿尔泽特河畔埃施县 |
| 雷当日（法语：Redange；德语：Redingen；卢森堡语：Réiden）                                                          | 雷当日县           |
| 赖斯多夫（德语、法语：Reisdorf；卢森堡语：Reisduerf）                                                              | 迪基希县           |
| 雷米希（德语、法语：Remich；卢森堡语：Réimech）                                                                    | 雷米希县           |
| 勒瑟（德语、法语：Roeser；卢森堡语：Réiser）                                                                       | 阿尔泽特河畔埃施县 |
| 罗斯波特-蒙帕赫（德语、法语：Rosport-Mompach；卢森堡语：Rouspert-Mompech）                                         | 埃希特纳赫县       |
| 吕姆朗日（法语：Rumelange；德语：Rümelingen；卢森堡语：Rëmeleng）                                                  | 阿尔泽特河畔埃施县 |
| 索伊尔（德语、法语：Saeul；卢森堡语：Sëll）                                                                        | 雷当日县           |
| 桑德韦勒（德语、法语、卢森堡语：Sandweiler）                                                                       | 卢森堡县           |
| 萨内姆（法语：Sanem；德语：Sassenheim；卢森堡语：Suessem）                                                         | 阿尔泽特河畔埃施县 |
| 申根（德语、法语、卢森堡语：Schengen）                                                                             | 雷米希县           |
| 希伦（德语、法语、卢森堡语：Schieren）                                                                             | 迪基希县           |
| 希夫朗日（法语：Schifflange；德语：Schifflingen；卢森堡语：Schëffleng）                                            | 阿尔泽特河畔埃施县 |
| 许特朗日（法语：Schuttrange；德语：Schüttringen；卢森堡语：Schëtter）                                              | 卢森堡县           |
| 施塔特布雷迪穆斯（德语、法语：Stadtbredimus；卢森堡语：Stadbriedemes）                                             | 雷米希县           |
| 施泰因福特（德语、法语：Steinfort；卢森堡语：Stengefort）                                                          | 卡佩伦县           |
| 施泰因瑟尔（德语、法语：Steinsel；卢森堡语：Steesel）                                                              | 卢森堡县           |
| 施特拉森（德语、法语：Strassen；卢森堡语：Stroossen）                                                              | 卢森堡县           |
| 坦德尔（德语、法语、卢森堡语：Tandel）                                                                             | 菲安登县           |
| 特鲁瓦维耶日（法语：Troisvierges；德语：Ulflingen；卢森堡语：Ëlwen）                                               | 克莱沃县           |
| 于塞尔当日（法语：Useldange；德语：Useldingen；卢森堡语：Useldeng）                                                | 雷当日县           |
| 瓦莱德莱恩茨（法语：Vallée de l'Ernz；德语：Ernztalgemeinde；卢森堡语：Ärenzdallgemeng）                           | 迪基希县           |
| 菲安登（德语、法语：Vianden；卢森堡语：Veianen）                                                                   | 菲安登县           |
| 维希滕（德语、法语：Vichten；卢森堡语：Viichten）                                                                  | 雷当日县           |
| 瓦尔（德语、法语：Wahl；卢森堡语：Wal）                                                                            | 雷当日县           |
| 瓦尔德比利希（德语、法语：Waldbillig；卢森堡语：Waldbëlleg）                                                       | 埃希特纳赫县       |
| 瓦尔德布雷迪穆斯（德语、法语：Waldbredimus；卢森堡语：Waldbriedemes）                                              | 雷米希县           |
| 瓦尔弗当日（法语：Walferdange；德语：Walferdingen；卢森堡语：Walfer）                                              | 卢森堡县           |
| 魏勒拉图尔（法语：Weiler-la-Tour；德语：Weiler zum Turm；卢森堡语：Weiler zum Tuerm）                              | 卢森堡县           |
| 魏斯万帕赫（德语、法语：Weiswampach；卢森堡语：Wäisswampech）                                                      | 克莱沃县           |
| 维尔茨（德语、法语：Wiltz；卢森堡语：Wolz）                                                                        | 维尔茨县           |
| 万克朗日（法语：Wincrange；德语：Wintger；卢森堡语：Wëntger）                                                      | 克莱沃县           |
| 温瑟勒（德语、法语：Winseler；卢森堡语：Wanseler）                                                                 | 维尔茨县           |
| 沃梅尔当日（法语：Wormeldange；德语：Wormeldingen；卢森堡语：Wuermeldeng）                                         | 格雷文马赫县       |